# Djimmie van Putten
Djimmie van Putten (Gennep, 18 mei 1984) is een voormalig profvoetballer die als een verdediger speelde. Het grootste gedeelte van zijn carrière kwam hij uit voor het Groesbeekse Achilles '29.

## Voetbalcarrière

### Beginjaren
Djimmie van Putten is een van de vijf broers Van Putten, waaronder Peter, Frits en Michel van Putten. Net als zijn broers begon hij zijn voetballoopbaan bij het plaatselijke Vitesse '08. Evenals zijn broer Peter werd Van Putten gescout door VVV-Venlo, waar hij de jeugdopleiding doorliep. Van Putten bereikte het eerste elftal, waar hij vanaf 2002 in de selectie werd opgenomen. Zijn debuut maakte hij echter pas in het volgende seizoen, toen hij op 9 augustus 2003 mocht invallen in de met 6-1 gewonnen wedstrijd tegen OJC Rosmalen. In totaal zou Van Putten nog 10 wedstrijden spelen (allen in de Eerste divisie), zonder te scoren, waarna hij het betaald voetbal verliet.
Op 6 juni 2005 speelde de toen 21-jarige Van Putten zijn laatste wedstrijd in het betaald voetbal tegen Telstar. Vanwege een knieblessure en een daaropvolgende operatie besloot Van Putten om verder te gaan in het amateurvoetbal. Hij tekende bij de amateurclub Achilles '29 waar hij in zijn eerste seizoen in de selectie zat dat kampioen werd in de Zondag Hoofdklasse C. Het jaar daarop moest het WKE en De Treffers voor zich dulden. Opvallend is dat bij De Treffers de broers Frits en Peter al eerder herenigd werden, waardoor de Groesbeekse derby tussen Achilles '29 en De Treffers voor de Van Puttens een hereniging werd, echter in andere shirts. Hun jongere zus Djarmelza van Putten speelde bij VVV.

### De rechtszaak Van Putten
Peter en Djimmie van Putten besloten een seizoen later samen naar FC Lienden te gaan, maar nadat de broers hun contracten hadden getekend, werd bekend dat Lienden een kunstgrasveld zou gaan gebruiken als hoofdveld. Omdat de broers allebei een knieoperatie ondergaan hebben, besloten de twee niet naar Lienden te gaan omdat ze bang waren dat het kunstgrasveld hun gewrichten kon beschadigen. Er werd een rechtszaak tegen ze aangespannen door Lienden wegens contractbreuk, die door de broers verloren werd. Achilles '29 besloot de boete van €7.000 te willen betalen voor de jongste van de twee, maar De Treffers deed dit niet in het geval van Peter Van Putten, waardoor die besloot de club te verlaten voor rivaal Achilles '29. Achilles '29 besloot om in hoger beroep te gaan en bijna een jaar later werd dit besluit teruggedraaid, waardoor Lienden de broers en Achilles '29 moest betalen.

### Latere carrière als amateurvoetballer
Het seizoen 2007/2008 werd door de zwartwitten met een kampioenschap afgesloten dat behaald werd op een volgepakt sportpark De Heikant tegen aartsrivaal De Treffers, waar broer Frits inmiddels vertrokken was, door met 3-2 te winnen. Zijn broer Peter scoorde twee maal in deze beslissende derby. Datzelfde seizoen zouden de broers ook de Districtsbeker Oost winnen. Een seizoen later zou de aanvallende broer de club verlaten, waardoor de verdedigende de laatste Van Putten in dienst van een Groesbeekse club zou zijn, maar hij zag tot zijn blijdschap zijn broer na slechts één seizoen weer terugkeren. Samen speelden ze het eerste seizoen in de Topklasse, waarin ze tweede werden en de Districtsbeker Oost, de KNVB beker voor amateurs en de Super Cup amateurs wonnen. In het seizoen 2011/12, waarin de broers kampioen werden in de Topklasse en algemeen amateurkampioen werden, werd bekend dat Peter van Putten Achilles '29 zal verlaten als zijn contract afliep, wat datzelfde seizoen zal zijn, en te vertrekken naar VV Rood Wit. Djimmie van Putten besloot echter zijn contract met minstens één seizoen te verlengen, waardoor hij wederom de laatste Van Putten bij Achilles '29 is. In het seizoen 2012/13 werd hij met Achilles '29 voor de tweede keer op rij kampioen in de Topklasse. Op 8 mei 2013, 10 dagen voor de eerste wedstrijd om het algemeen amateurkampioenschap met vv Katwijk bekend na 8 seizoenen De Heikant te verlaten. Op 29 mei 2013 werd bekend dat zijn nieuwe club tweedeklasser Quick 1888 uit Nijmegen zou zijn. In 2014 ging hij naar JVC Cuijk dat uitkwam in de Topklasse en waar hij medio 2015 zijn loopbaan beëindigde.

## Profstatistieken
| seizoen | club      | land      | competitie     | duels | goals |
| ------- | --------- | --------- | -------------- | ----- | ----- |
| 2002/03 | VVV       | Nederland | Eerste divisie | 0     | 0     |
| 2003/04 | VVV-Venlo | Nederland | Eerste divisie | 7     | 0     |
| 2004/05 | VVV-Venlo | Nederland | Eerste divisie | 4     | 0     |
| Totaal  | Totaal    | Totaal    | Totaal         | 11    | 0     |

## Erelijst
Achilles '29:
- Zondag Hoofdklasse C: 2006, 2008
- Topklasse Zondag: 2012, 2013
- Algemeen amateurkampioenschap: 2012
- Districtsbeker Oost: 2008, 2011
- KNVB beker voor amateurs: 2011
- Super Cup amateurs: 2011, 2012